# Break It to Me Gently
"Break It to Me Gently" is een pop song geschreven door bluesmuzikant Joe Seneca met een tekst van Diane Lampert. Zowel Brenda Lee als Juice Newton oogstten aanzienlijk succes met hun versies van het nummer.
Brenda Lee nam "Break It to Me Gently" op op 31 augustus 1961, met Owen Bradley als producer in zijn Bradley Film and Recording Studio in Nashville, na een ander nummer uit dezelfde sessies, "Fool #1", dat een top 10-hit werd. "Break It To Me Gently" werd eind 1961 als single uitgebracht en bereikte in januari 1962 de vierde plaats in de Amerikaanse Billboard Hot 100. In 2008 werd de versie van Brenda Lee van het nummer gebruikt aan het einde van seizoen 2, aflevering 7 van de AMC-serie Mad Men. Lee's "Break It to Me Gently" staat op de tracklist van de cd Pan Am: Music From and Inspired By the Original Series, die op 17 januari 2012 uitkomt.